# Lista över svenska ornitologiska böcker
Detta är en lista över ornitologiska böcker på svenska (eller latin). Listan är i årtalsföljd utifrån utgivningsår. Vissa av de äldsta avhandlingarna är från början publicerade i vetenskapliga tidskrifter som Kongl. Svenska Vetenskaps Academiens handlingar etc, och andra är övergripande böcker om svensk och skandinavisk fauna. (Linnés Systema naturae, 1735 etc, är inte med i denna uppräkning och inte heller böcker om fjäderfä eller tamfågelskötsel.)
Se också fågelbok.

## Före 1800-talet

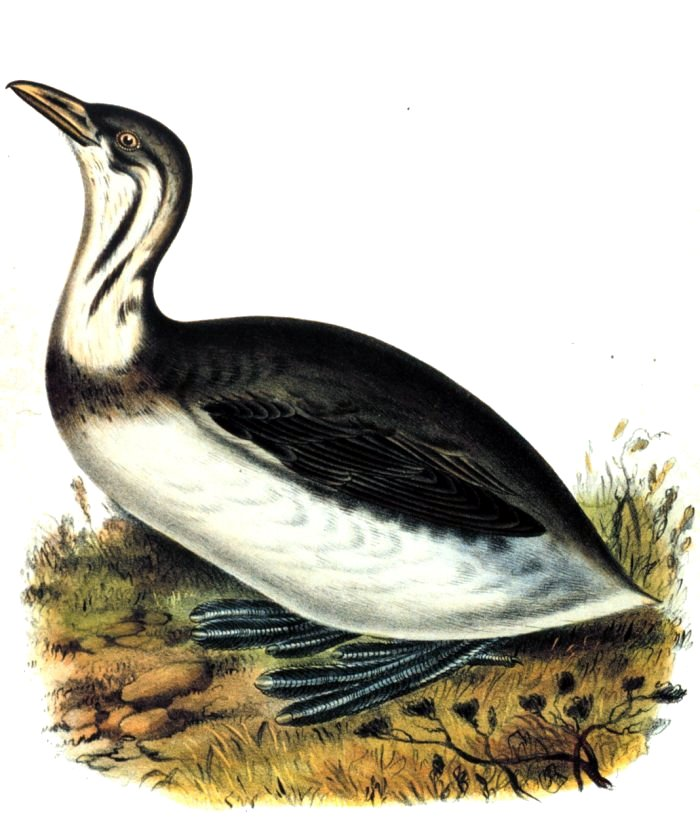
Podylimbus lineatus Från: Reports of Explorations and Surveys.... Volym X. 1859 of the U. S. Pacific railroad Explorations and Surveys 38th, 39th, 41st Parallels.

- 1555 - Historia (band 19) - Olaus Magnus
- 1678 - De halcyone - Ericus Humbla (under prof. Andreas Wanochius) (om kungsfiskaren)
- 1687 - De avibus (1:a upplagan) - Petrus Hahn
- 1691 - De columbis (1:a upplagan) - Petrus Hahn (om duvor )
- 1693 - Rudbecks fogelbok - Olof Rudbeck d.y. (Verket påbörjades 1693 men blev inte utgivet förrän i en faksimilutgåva med tillägg 1985)
- 1694 - De avibus (andra upplagan) - Petrus Hahn
- 1694 - De columbis (2:a upplagan) - Petrus Hahn (om duvor)
- 1702 - Abitus domiciliique hibernalis Hirundinum - Ericus Aurelius (under prof. Andrea Göding) (om svalorna övervintring)
- 1729 - De lagopode gallinacea et congeneribus - Lars Roberg (om tama och vilda hönsfåglar)
- 1740 - Beskrivning på en ny fogel: Picus pedibus tridactylis - Carl von Linné (om tretåig hackspett)
- 1740 - Beskrifning på Snö-Sparfwen - Carl von Linné (om snösparven)
- 1744 - Beskrifning uppå et slags skogsfågel som af skyttar i Småland och Västergiötland kallas rackelhanar - Göran Adolf Rutenschiöld (om rackelhanen)
- 1745 - Storm-väders-fogelen - Carl von Linné (om stormsvalan)
- 1746 - Fauna Suecica (1:a upplagan) - Carl von Linné.
- 1749 - Beskrivning om körfogelns nytta, när fiskhus blifva för honom uti salt- eller insjövikar - Johan Ilström (om storskraken)
- 1750 - Sommar-Guling- Carl von Linné (om sommargyllingen)
- 1750 - En indiansk sparf- Carl von Linné
- 1751 - Försök at föda orrar med hvarjehanda öretr och löf - Johan Otto Hagström
- 1751 - Turdus solitarius - Fredric Hasselquist (om blåtrasten)
- 1751 - Beskrifning på egyptiska bärg-falken - Fredric Hasselquist (om smutsgamen)
- 1751 - Ornitho-theologica (Vol.1) - Carl Fredrik Mennander (om Bibelns fåglar)
- 1753 - Anmärkningar om labben - Nils Gissler.
- 1754 - Ornitho-theologica (Vol.2) - Carl Fredrik Mennander (om Bibelns fåglar)
- 1757 - Anmärkningar om svänska papegojan, Loxia - Andersson Schönberg (om korsnäbben)
- 1757 - Migrationes avium - Carl von Linné (om fåglarnas flyttning)
- 1759 - Beskrifning på de vilda dufvor, som somliga år i så otrolig stor myckenhet komma til de södra engelska nybyggen i Norra America - Pehr Kalm (om vandringsduvan)
- 1759 - Anmärkningar om orr-ungars framfödande af hemtama orrar - Andersson Schönberg
- 1759 - Beskrifning på en Procellaria, som finns vid Norr-polen - Anton Martin (om stormfågeln)
- 1761 - Fauna Suecica (2:a upplagan) - Carl von Linné
- 1764 - De commoratione hybernali et peregrinationibus Hirundinum - Johan Leche
- 1765 - Fundamenta ornithologica - Carl von Linné
- 1769 - Oeconomisk afhandling om sjö-fogels wård och ans i Finska skärgården - Pehr Adrian Gadd
- 1776 - Tvänne arter af snöripan - Lars Montin
- 1778 - Den Dauuriske staren, (Sturnus Dauuricus) - Peter Simon Pallas (om amurstaren Sturnus sturninus)
- 1778 - Den Mongoliska lärkan, (Alauda Mongolica) - Peter Simon Pallas (om mongollärkan Melanocorypha mongolica)
- 1779 - Den skrockande anden (Anas glocitans), en rar fogel, som endast blifvit funnen i östra Sibirien - Peter Simon Pallas (om gulkindad kricka Sibirionetta formosa)
- 1780 - Zoologiska anmärkningar om Mergus albellus - Samuel Ödmann (om salskraken)
- 1781 - Uria Grylle, Grissla, beskrifven - Samuel Ödmann.
- 1781 - Anmärkningar vid Lanius collurio, en liten rof-fogel - Pehr Gustaf Tengmalm (om törnskatan)
- 1782 - Anmärkningar vid Strix aluco (Har-ugglan) - Peter Gustaf Tengmalm (om kattugglan)
- 1782 - Anmärkningar om skränmåsen - Samuel Ödmann (om skräntärnan)
- 1783 - Ornithologiske anmärkningar om Al-foglen (Anas hiemalis) - Samuel Ödmann (om alfågeln)
- 1783 - Ornithologiska anmärkningar, gjorde vid Almare-Stäk i Uppland - Peter Gustaf Tengmalm.
- 1783 - Utkast til Måse-Slägtets Historia - Samuel Ödmann (om måsar och trutar)
- 1784 - Fiskljusens (Falconis haliaeti) hushållning och historia - Samuel Ödmann (om fiskgjusee)
- 1784 - Amärkningar om någre foglar af Loxia slägte på Goda Hopps udden - Carl Peter Thunberg (om korsnäbbar)
- 1784 - Falco albicilla. Svet. Hafs-örn - Samuel Ödmann (om havsörnen)
- 1785-1794 - Strödde samlingar utur naturkunnigheten; till Den Helige Skrifts upplysning - Samuel Ödmann (om bibelns djur)
- 1785 - Svärtan, Anas fusca Linn. beskrifven til des seder och hushållning - Samuel Ödmann (om svärtan)
- 1785 - Skräckans, (Mergi merganseris) hushållning och lefnadssätt, jämte några anmärkningar öfver detta slägte i allmänhet - Samuel Ödmann (om storskraken)
- 1787 - Beskrifning öfver blåkråkans (Coraciae garrulae Linn.) seder och hushållning - Carl Niclas Hellenius
- 1788 - Tordmulans (Alcae tordae Linn.) hushållning, jämte några anmärkningar öfver Alk-slägtet i allmänhet - Samuel Ödmann
- 1792 - Specimen ornithologia Wermdöensis - Samuel Ödmann
- 1793 - Utkast til uggleslägtets, i synnerhet de svenska arternas, naturalhistoria - Pehr Gustaf Tengmalm (om ugglorna)
- 1792 - Beskrivning på svarta örnen, Falco fulvus canadensis, en ny recrüt för fauna Svecica - Sven Ingemar Liungh
- 1793 - Anmärkningar rörande Larus cinerarius - Samuel Ödmann
- 1794 - Slägtet Podiceps och de Svenska Arterna däraf - Peter Gustaf Tengmalm (om doppingarna)
- 1797 - Picus Javanensis, en ny fogel från Java, beskrifven - Sven Ingemar Liungh (om guldryggad sultanspett Dinopium javanense)

## 1800-talet
- 1800 - Fauna Suecica (bearbetad utgåva av Retzius, ofullbordad) - Carl von Linné & Anders Jahan Retzius
- 1805 - Svensk Ornithologie (68 plancher & 44 textsidor om kråkfåglar, ofullbordad) - Anders Sparrman
- 1805 - Svensk Zoologie (2 volymer, ofullbordad) - text: Conrad Quensel & O.P. Swartz, ill: J.W. Palmstruch
- 1806-1825 - Svensk Zoologi, utgifven af J.W. Palmstruch (12 häften)
- 1814 - Analecta Ornithologica - Sven Nilsson
- 1817 - Ornithologica Suecica - Sven Nilsson
- 1824 - Svensk Ornithologi eller Beskrifning öfver Sveriges Foglar, del 1 (2:a upplagan av Ornithologica Suecica enligt Nilsson och den första fälthandboken över Sveriges fåglar på svenska) - Sven Nilsson
- 1826 - Strödda anteckningar om Svenska Flyttfoglarna, och i synnerhet tiden för deras ankomst och afflyttning i Södermanland (K.vet.akad.handl.) - Carl Ulric Ekström
- 1828 - Svensk Ornithologi eller Beskrifning öfver Sveriges Foglar, del 2 - Sven Nilsson
- 1828-1838 - Sveriges Foglar (flera häften i upplagor om ca 100 ex) - Magnus von Wright & Wilhelm von Wright
- 1829 - Illuminerade Figurer till Skandinaviens Fauna - text: Sven Nilsson, ill: Magnus Körner
- 1831 - Afbildning af skandinaviska fåglar - Magnus Körner
- 1834 - Svensk Ornithologi eller Beskrifning öfver Sveriges Foglar, del 3 (utkom i bara 50 exemplar) - Sven Nilsson
- 1835 - Skandinaviens Fauna, Foglarna, första & andra bandet (2:a och reviderade upplagan av Svensk Ornithologi eller Beskrifning öfver Sveriges Foglar) - Sven Nilsson
- 1838 – Foglar från Calcutta – Carl Jacob Sundevall[1]
- 1839-1846 – Skandinaviska Foglar Tecknade efter Naturen, Lithografierade, Tryckte och Utgifne af M. Körner. (10st häften) – Magnus Körner
- 1840 – Svenska colorerade fogelägg af J. D. Högberg – Johan Daniel Högberg
- 1846 – Foglar i Dalarne – C W Lundborg[2]
- 1849 – Nyttiga och skadliga djur: Landtmannens Vänner och Fiender bland Djuren. Vilka äro de djur, som landtmannen bör skona och skydda, och vilka förebygga och förhindra. - Constantin Wilhelm Lambert Gloger. Övers. Vilhelm Kjellgren
- 1851 – Om de i trakten af Carlstad förekommande fogelarter. - Carl Gustaf Cederström
- 1852 – Inledning till ornithologiens studium för nybegynnare och unga jägare. – Erik Tullius Hammargren
- 1852 – Comparativ förteckning på Skandinaviens och Storbritanniens fåglar – Horace William Wheelwright
- 1856-1886 – Svenska Foglarna (flera häften) - text: Carl J Sundevall ill: Peter Åkerlund
- 1858 – Skandinaviens Fauna, Foglarna, första & andra bandet (3:e och reviderade upplagan av Svensk Ornithologi eller Beskrifning öfver Sveriges Foglar) - Sven Nilsson
- 1859 – Inledning till foglarnas naturalhistoria. – Erik Tullius Hammargren
- 1867-71 - Skandinaviens foglar - August Emil Holmgren
- 1863 - Örebrotraktens Foglar - Victor Högberg
- 1866 – Fotografier öfver däggdjur och foglar – August Wilhelm Malm
- 1871 – Öfversigt af Gotlands foglar. - Lars Kolmodin[3]
- 1876 – Katalog öfver fogelsamlingen (Skandinaviens foglar) i Kolthoffs ornithologiska museum. - Gustaf Kolthoff
- 1877 – Göteborgs och Bohusläns Fauna, Ryggradsdjuren (Aves). - August Wilhelm Malm
- 1877 – Iakttagelser rörande bistrålarnes byggnad hos några af våra svenska foglar – Erik Gabriel Arnström
- 1878 – Sveriges jagtbara foglar, deras jagt och fångst. – August Carlson
- 1881 – Från foglarnes verld - Fredrik Oscar Guldberg. Översättning: P. de Laval
- 1884 – Foglarnes lif. - Alfred Edmund Brehm 2:a upplagan, översatt av F. A. Smitt.
- 1889 - Om våra svenska sångfåglar, ornithologiska utkast. – Erik Tullius Hammargren
- 1891 - Fåglar, insekter och fågelhålkar - Andreas Peter Winslow 2:a upplagan
- 1892 - Nya skildringar ur våra svenska fåglars lif. – Erik Tullius Hammargren
- 1894 - Sveriges fåglar; korta beskrifningar jämte redogörelse för deras lefnadssätt, förekomst, häckzoner och flyttningstider. - August Carlson
- 1894 - Svenska Fåglarna, en fickbok för unga zoologer och jägare. Med träsnitt i texten af Chr. AurivilliusText och bild: Christopher Aurivillius
- 1896 - Kort framställning af wåra för landtmannen nyttiga och skadliga fogelarter, särskildt med afseende å foglar som kunna förmås att häcka i hålkar - Thorsten Renvall[4]
- 1897 - Naturstycken - Paul Rosenius, ill: Bruno Liljefors
- 1897 - Om norra Östergötlands fåglar : Anteckningar - Carl Wilhelm Lundborg
- 1895-99 - Nordens Fåglar - text: Gustaf Kolthoff och Leonard A. Jägerskiöld, ill: Peter Åkerlund (nytryck från Svenska Foglarna)
- 1899 - Öfversikt af faunistisk och biologiskt vigtigare litterarum rörande Nordens fåglar - Johan Markus Hulth

## 1900-talet

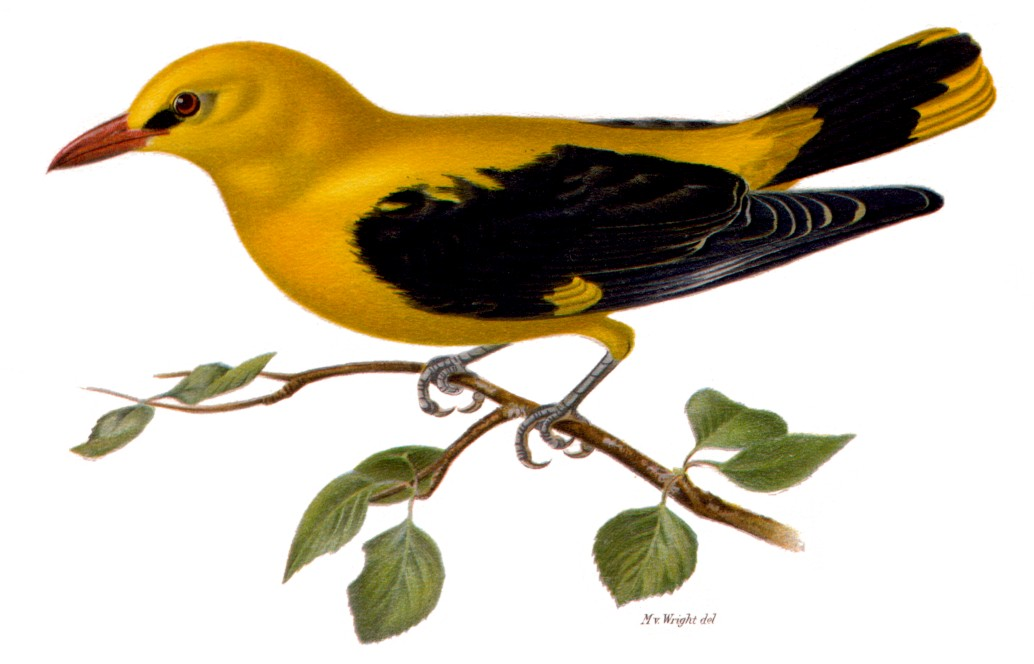
Sommargylling ,Oriolus oriolus. Illustration ur Bröderna von Wrights Svenska fåglar, efter naturen och på sten ritade

- 1900 - Sveriges allmänna, nyttigare fåglar i två blad - Lars Gabriel Andersson
- 1900 - Om fågelskyddet - Hans Von Berlepsch, Översättning C. J. Gardell
- 1902 -     Iakttagelser rörande fågel-faunan i Göteborgs- och Bohuslän - Carl Otto Bothén
- 1907 - Hornborgasjöns fågellif, Rudolf Söderberg
- 1907 - Om förändringar i svenska fågelfaunan i det förflutna halvseklet. - Gustaf Kolthoff
- 1909 - Gotlands fåglar: deras förekomst och drag ur deras biologi 2:a utökade upplagan - Henrik Hasselgren
- 1912 - Min jakt med kamera - Paul Rosenius
- 1912 - Måseskär - Bengt Berg
- 1913 - Tåkern: En bok om fåglarnas sjö - Bengt Berg
- 1915 - Stora Karlsö: En bok om hafvets fåglar, 1:a upplagan - Bengt Berg
- 1915 - Fåglar: Små böcker i naturvetenskap. Nr.3, Gleerupska universitetet, Bokhandeln i Lund.
- 1915-53 - Sveriges fåglar och fågelbon - Paul Rosenius
- 1916 - Den sista av sin stam. En historia om Strix bubo. - Svend Fleuron, övers. Thor Högdahl
- 1916 - Sällsynta fåglar: Långnäbban - Bengt Berg
- 1916 - Sällsynta fåglar: Dvärgmåsen - Bengt Berg
- 1916 - Sällsynta fåglar: Kärrdoppingen och Svarttärnan - Bengt Berg
- 1918 - Stora karlsö: En bok om havets fåglar, 2:a upplagan - Bengt Berg
- 1919 - Sällsynta fåglar: Skräntärnan, dvärgtärnan & grågåsen. Andra samlingen. - Bengt Berg
- 1920 - Hägrar och storkar: En bok om skånska fåglar., 1:a upplagan - Bengt Berg
- 1921 - Fågel-atlas för barn och ungdom. Innehåller 239 bilder i naturliga färger med belysande text, 4:e upplagan - Einar Lönnberg
- 1921 - Fågelkåserier vol 1&2 - Regulus (Winter, Reinhold)
- 1921 - Bengt Bergs fågelbilder - Bengt Berg
- 1922 - Med tranorna till Afrika - Bengt Berg
- 1923 - Gammel-Ante En bok om havsörnen och andra skärgårdens fåglar - Thor Högdahl
- 1923 - De sista örnarna - Bengt Berg
- 1924 - Stora Karlsö: En bok om havets fåglar, 3:e upplagan - Bengt Berg
- 1924 - Tåkern. En bok om fåglarnas sjö, 2:a upplagan - Bengt Berg
- 1924 - Abu Markúb På jakt efter jordens märkvärdigaste fågel. - Bengt Berg
- 1924 - Min vän fjällpiparen. - Bengt Berg
- 1925 - Tavlor av svenska fåglar - Bengt Berg
- 1925 - Långnäbbor och dvärgmåsar: En bok om Ölands fågelmyrar. Sällsynta fåglar. Första samlingen, 2:a upplagan - Bengt Berg
- 1925 - Vildgäss och skräntärnor. En bok från skären i Östersjön. Sällsynta fåglar. Andra samlingen, 2:a upplagan - Bengt Berg
- 1925 - Storkar och hägrar. En bok om skånska fåglar, 2:a upplagan - Bengt Berg
- 1925 - Färder och fåglar - Carl Fries
- 1925 - Om flyttfåglarna - Hialmar Rendahl
- 1925 - Fåglar i våra trädgårdar - Otto Helms, Översatt och bearbetad av Carl Fries
- 1925 - Ärlavik; Fågellivsbilder från Stockholms skärgård - Ellen Eichelberg
- 1927 - De sista örnarna, 3:e upplagan - Bengt Berg
- 1927 - Med tranorna till Afrika, 3:e upplagan - Bengt Berg
- 1927-1929 - Svenska fåglar, efter naturen och på sten ritade (tre volymer, 2:a upplagan) - Magnus von Wright, Ferdinand von Wright, Wilhelm von Wright och Einar Lönnberg.
- 1929 - Vildmark och fåglar - Paul Rosenius
- 1930 - Nordens Fåglar (andra omarbetade upplagan) - text: Leonard A. Jägerskiöld & Gustaf Kolthoff (se Nordens fåglar 1898), ill: Olof Gylling
- 1930 - Träskets aristokrater - Stig Wesslen
- 1930 - Djurens liv, sjunde bandet- Tättingar - Hialmar Rendahl, Alfred Brehm
- 1930 - Djurens liv, nionde bandet - Tättingar och blåkråksfåglar - Hialmar Rendahl, Alfred Brehm
- 1930 - Djurens liv, åttonde bandet - Tättingar - Hialmar Rendahl, Alfred Brehm
- 1930 - Djurens liv, tolfte bandet - Brockfågelartade fåglar, tranfåglar och hönsfåglar - Hialmar Rendahl, Alfred Brehm
- 1929-1932 - Ornitologisk handbok - Ivar Hortling
- 1931 - Gypaëtus, den flygande draken i Himalaya. - Bengt Berg
- 1931 - Historien om en vildgås - Bengt Berg
- 1931 - Krankesjön: Ett fåglarnas paradis - Per Olof Swanberg
- 1932 - Våra fåglar och hur man känner igen dem (Del 1; Trädgårdens, skogens och fältets fåglar) - Rudolf Söderberg
- 1932 - Våra fåglar (Del 2; Kustens, insjöarnas och sumpmarkernas fåglar) - Rudolf Söderberg
- 1933 - Stora Karlsö i ord och bild - Åström, Nilsson
- 1933 - Fågelliv i städernas parkdammar och vattendrag  - Erhard Bergström
- 1934 - Våra fåglar (Del 3; Fjällens fåglar) - Rudolf Söderberg
- 1934 - Våra fåglar (Del 4; Våra fåglars ägg och bon) - Rudolf Söderberg
- 1934 - Vildfågelns fjäll - Sven Rosendahl
- 1934 - Oset och kvismaren : strövtåg och studier i mellansvenska fågelmarker - Erik Rosenberg
- 1935 - Fågeljakt med kamera - Oscar Halldin
- 1935 - Svenska fåglars flyttning - Einar Lönnberg
- 1935 - Sveriges fåglar i ord och bild - Hialmar Rendahl, 1:a utgåvan. Kom ut i flera utgåvor fram t.o.m 1957
- 1936 - Arktiska fåglar - Hialmar Rendahl
- 1936 - Fjällfåglars paradis - Per Olof Swanberg
- 1937 - Mina försök med vildgäss - Bengt Berg
- 1937 - Uvberget och tjäderskogen : året runt i fågelmarkerna - Erik Rosenberg
- 1938 - Djur vi möta - Torsten Pehrson
- 1938 - Med Havet Till Vagga - August Mälk, Anna Karlung, Anna Lisa Grängberg
- 1939 - Sjöfågelslivet i Stockholms skärgård - Svenska Jägareförbundet
- 1939 - Vildfågelliv genom kameraögat - Gunnar Granberg
- 1941 - Fågelsjöar i södra och mellersta Sverige - Bertil Öhrn
- 1942 - Djurens Liv; Fåglarna (vol.3-4) - A. E. Brehm, Sven Ekman 4:e upplagan
- 1942 - Men ännu sjunga fåglarna - Ernst Lind
- 1943 - Sjaunja - Sten Brandberg
- 1944 - Det stumma spelet - Sven A. Mellquist
- 1944 - Katalog 369. Ornitologi, till stor del härrörande ur framlidne professor Einar Lönnbergs bibliotek. - Björck & Börjesson.
- 1945 - Fåglar därhemma - Karl Kloo
- 1945 - Fågelvårar - Sven A Mellquist
- 1946 - Bevingad vildnad - Gunnar Granberg
- 1946 - Vildfågelliv - Gunnar Granberg, Werner Söderström2:a utvidgade utgåvan
- 1946 - Svenska Fåglar - Folke Rösiö
- 1947 - Hornborgasjöns öde som fågelsjö - Rudolf Söderberg
- 1948 - Vilken fågel avsåg ursprungligen namnet horsgöken? - Otto Brundin
- 1950 - Svenska djur; Fåglarna - red: Gunnar Svärdson
- 1950 - Fågelmarker - Allan Lundin / foto Gustaf Delje
- 1950 - Hälsinglands fåglar - Bo Witt-Strömer
- 1950 - Svenska fåglar - 100 fågelbeskrivningar med fotografier och färgbilder - 5e uppl. - Folke Rösiö
- 1951 - Fågel - Yngve Flyckt & Edward Lindahl
- 1952 - Fåglarnas liv - Göran Bergman
- 1952 - Fåglarna i färg - text: Sigfrid Durango, Ill: Karl Aage Tinggaard
- 1953 - Fåglar i Sverige; Fältornitologisk handbok - text: Erik Rosenberg, Ill: Harald Wiberg
- 1953 - Rödstjärten - John Buxton, Torsten Malmberg
- 1954 - Bevingade resenärer - Rolf Dircksen
- 1954 - Våra fågelvänner - Nils Linnman
- 1954 - Fågelboken - Sveriges fåglar i ord och bild 5:e uppl. - Hialmar Rendahl
- 1954 - "Rovfåglar och hålbyggarfåglar : Kort handledning Bergslagernas jägargilles naturvårdskommitté, Lindesberg - Erik Rosenberg
- 1955 - Europas fåglar: en fälthandbok - Roger Peterson, Guy Mountfort & P.A.D. Hollom. Svensk bearbetning av Carl-Fredrik Lundevall
- 1955 - Fågelliv vid Hovran - Ernst Lind
- 1955 - FIB:s VETA-böcker nr 4: Se på fåglar - Göran Brunius
- 1956 - Våra fågelvänner - Nils Linnman
- 1956 - Stockholms fågelliv - Kjell Engström
- 1956 - Fåglar i kikarn - Gunnar Brusewitz
- 1956 - Fåglarnas år- Viking Olsson
- 1956 - Gråtruten - Niko Tinbergen
- 1957 - Äventyr med vildgäss - Bengt Berg
- 1958 - Fåglars land - Folke Rösiö
- 1958 - Fåglarnas år - Knut Hagberg
- 1958 - Fåglar i Nordanskog - Arne Blomgren
- 1958 - Radions fågelbok - Nils Dahlbeck
- 1958 - Burfåglar i färg - Uno Plazikowski, Henning Anthon
- 1959-67 - Nordens fåglar i färg I-VII - Niels Blaedel (red)
- 1959-63 - Våra Fåglar i Norden. 1-1V, 2:a omarb upplaga - Kai Curry-Lindahl
- 1959 - Våra Fåglar i Norden I - Kai Curry-Lindahl
- 1959 - Storfågelslek - Nils Parling, Gösta Tysk
- 1959 - Glimt Av Paradiset - Helmut Handrick, Alf Sagnér
- 1960 - Örnar - Bengt Berg
- 1960 - Fåglar - dr E Thomas Gilliard, Staffan Ulfstrand
- 1960 - Fåglar i närbild - Viking Olsson
- 1960 - Fåglar som hobby - Ulf Bergenström (red)
- 1960 - Fåglar: en fälthandbok - Björn Ursing
- 1960 - Våra Fåglar i Norden II - Kai Curry-Lindahl
- 1960 - Djurens Värld 8 - Fåglar 1 - Staffan Ulfstrand
- 1961 - Fågelmyren - Sixten Jonsson foto / Nils Linnman text
- 1961 - Flyttfågel - Göran Brunius, Alice Hoose
- 1961 - Flyttfåglarnas tropiska vinterhem - Kai Curry-Lindahl
- 1961 - Våra Fåglar i Norden III - Kai Curry-Lindahl
- 1961 - Strandäng - Allan Andersson
- 1961 - Djurens Värld 9 - Fåglar 2 - Staffan Ulfstrand
- 1962 - Min vän Fjällpiparen - Bengt Berg
- 1962 - Våra svenska fåglar i färg, Vol.1 - Gustaf Rudebeck
- 1962 - Fåglar och fågelmarker - Rune Bollvik
- 1962 - Svenskt fågellexikon - Göran Brunius
- 1962 - Fåglarna i färg - 5:e uppl. - Sigfrid Durango, Karl Aage Tinggaard
- 1962 - Fåglar och fågelmarker - Rune Bollvik
- 1963 - Året om i fågelmarkerna - Viking Olsson
- 1963 - Våra Fåglar i Norden IV - Kai Curry-Lindahl
- 1963 - Djurens Värld 10  - Fåglar 3 - Staffan Ulfstrand
- 1964 - Lavskrika - Arne Blomgren
- 1964 - Våra svenska fåglar i färg, Vol.2 - Gustaf Rudebeck
- 1964 - Fågeltider - red: Sven Mathiasson
- 1964 - Fåglarna - Roger Tory Peterson
- 1965 - Berguv: strövtåg i östgötska uvmarker - Lars Hedenström
- 1965 - Pärlugglans skog - Hans Lidman
- 1965 - Fåglarna och människan - Bertil Öhrn
- 1966 - Fångat i flykten - Folke Rösiö
- 1966 - Strövtåg i fågelmarker - Karl Kloo
- 1966 - Resa till röda fåglar - Jan Lindblad
- 1966 - Fåglar året runt - Börje Löfving
- 1967 - Sextio fåglar - Bertil Wahlin
- 1967 - Fåglar och fågelsång - Lord Grey
- 1968 - Fåglar i Sverige (andra upplagan) - Erik Rosenberg
- 1968 - Skånska fåglar - Bengt Berg
- 1968 - Hovran - svensk fågelsjö - Hugh Brandon-Cox
- 1968 - Fågeldöd fiskhot kvicksilver - Nils-Erik Landell
- 1969 - Att mata vinterfåglar: praktiska råd om mat och matplatser för vinterns alla fåglar - Lennart Bolund
- 1969 - Örn - Sixten Jonsson foto / Nils Linnman text
- 1969 - Barrskogens fåglar - Viking Olsson
- 1969 - Vår fågelskärgård - Göran Bergman
- 1969 - Pingviner i vind - Sven Gillsäter
- 1969 - Stora fågelboken - J. Hanzak, sv.övers: Sven Mathiasson
- 1969 - Uppvaktning i djurvärlden - En bok om parningsspel och könsurval - Margaret Bastock
- 1969 - Fåglar i Hornborgasjön, Östen och Skövdeområdet - redaktör: Bengt Pettersson
- 1970 - Förteckning över Sveriges Fåglar
- 1970 - Fåglar i norr och söder - Karl Kloo
- 1970 - Fyra litterära fåglar - Gunnar Brusewitz
- 1970 - Nya fågelboken - Carl-Fredrik Lundevall
- 1970 - Fjordar, fjäll och fåglar - Folke Rösiö
- 1971 - Olof Rudbecks fågelbok 1693-1710
- 1971 - Alla Europas fåglar i färg: en fälthandbok - Bertel Bruun
- 1971 - Mest om vildgäss - Arvid Knöppel
- 1971 - Fåglar från hela världen - Yngve Espmark
- 1972 - Varför sjunger fåglarna? - Karl-Eduard Linsenmair
- 1972 - Havsfåglar - David Saunders, Ken Lilly, Roland Staav
- 1973 - Bokklubben Svalans fågelbok: hur våra vanligaste fåglar ser ut och lever och hur vi kan hjälpa dem - Arne Broman & Eric Palmqusit
- 1973 - Fåglarnas Liv - James Fisher, Roger Tory Peterson
- 1974 - Rovfågelskrisen - Lennart Bolund
- 1974 - Sångsvan - Arne Blomgren
- 1974 - Den stora tranresan - Britt Karlsson, Sture Karlsson
- 1975 - Dalarnas fåglar - Kjell Bylin
- 1975 - Hallonmänniskan, om blommor och fåglar, om framtiden i ett skogsbryn. - Björn Berglund
- 1975 - Fåglar över land och hav. En global översikt av fåglarnas flyttning - Kai Curry-Lindahl
- 1975 - Översikt över flyttfågelkoncentrationer under hösten i sydsverige - Staffan Ulfstrand mfl.
- 1975 - Den Stora Fågelboken 5e uppl. - Jan Hanzak
- 1976 - Fåglar i naturen - Lars Jonsson
- 1976 - Fåglar från hav, insjö och myr - Henning Anthon, översättning Roland Staav
- 1976 - Fåglar från fält, hed och fjäll - Henning Anthon, översättning Roland Staav
- 1976 - Lockrop och vingsus - Erik Rosenberg
- 1977 - Vingar i norr - Ulf Linder
- 1977 - Fågelperspektiv. Skisser från fågelmarker i Västergötland. - John Ahlgren
- 1977 - Fåglar i naturen - Lars Jonsson
- 1977 - Fåglar i naturen  - Hav och kust - Lars Jonsson
- 1977 - Fåglar i skog och trädgård - Terence Lambert, Bertil Wahlin
- 1978 - BIN, biologiska inventeringsnormer: fåglar - Statens naturvårdsverk
- 1978 - Amatörornitologi - Roger Olsson
- 1978 - Året om med sädesärlan - Bo Mossberg
- 1978 - Holkarnas fåglar - Lennart Bolund
- 1978 - Sveriges fåglar - Kjell Bylin
- 1978 - Fåglarna i folktron - Carl-Herman Tillhagen
- 1978 - Sjöfåglar - Per Bjurholm
- 1978 - Fåglar i naturen 3 - Sjö, å, träsk och åkermark - Lars Jonsson
- 1979 - Blåmesen - Uno Berggren
- 1979 - Den häckande kustfågelfaunan i Stockholms län 1974-1975. - Åke Andersson & Roland Staav
- 1979 - Fåglar - en fälthandbok, 4e uppl. - Björn Ursing
- 1979-1980 - Fåglarna i Europa, Nordafrika och Mellersta Östern - Hermann Heinzel, Richard Fitter, John Parslow: Svensk bearbetning av Carl-Fredrik Lundevall
- 1980 - Våra fåglar - Sveriges fåglar i färg 2a uppl. - Carl-Fredrik Lundevall, Staffan Ullström
- 1980 - Tranor Bilder och beskrivningar av samtliga arter - Britt Karlsson, Sture Karlsson
- 1980 - Skandinavisk fauna Foglarna - Första Bandet (faksimil) - Sven Nilsson
- 1980 - Skandinavisk fauna Foglarna - Andra Bandet (faksimil) - Sven Nilsson
- 1980 - Kanariefåglar Hemma - Otto von Frisch
- 1981 - Fåglar i miljö - Hermann Heinzel, Martin Woodcock, Kai Curry-Lindahl
- 1982 - Fågelflyttning - Thomas Alerstam
- 1982 - Sveriges lekande fåglar: Tjäder, orre, dubbelbeckasin & brushane - Nils-Erik Landell & Arne Johansson
- 1982 - De svenska gässen - förekomst, ekologi, betesskador, jakt och vård - Vår Fågelvärld, Supplement No. 9 1982" - redaktör: Sören Svensson, Leif Nilsson, Åke Andersson
- 1983 - Djurens liv i färg - Fåglar 1  - Tättingar - redaktörer: Nils Dahlbeck & Svante Ericsson, Carl-Fredrik Lundevall
- 1983 - För fångst eller fägnad? Bruket av starholkar på Gotland och Öland under 1700- och 1800-talen, Johnny Karlsson
- 1983 - Kanadagåsen i Sverige - Narurvårdsverket Rapport snv pm 1678 - Eric Fabricius
- 1984 - Audbon's Fåglar - Les Line, Franklin Russel
- 1984 - Europas rovfåglar - Gunnar Pettersson
- 1984 - Forums fågelbok - Henning Anthon, översättning Roland Staav
- 1984 - Fågellivet i mellersta Bohuslän - Bengt Assmundson
- 1985 - En handbok i färg om Sångfåglar - Karel Šťastný
- 1985 - Havsfåglar - en fälthandbok av Peter Harrison - Peter Harrison
- 1985 - Europas fåglar - En fälthandbok - Roger T. Peterson, Carl-Fredrik Lundevall
- 1985 - Fåglarna i Europa: en artlista i färg - Herman Heinzel
- 1985 - Olof Rudbeck d.y:s Fogelbok. I-II (Faksimilutgåva av Olof Rudbeck d y fogelboken med tillägg av Tomas Anfält, Gunnar Broberg, Allan Ellenius, Gunnar Brusewitz & Thomas Tottie)
- 1985 - Våtmarkerna och fågelfaunan - Vår Fågelvärld, Supplement No. 10 1985 - Redaktör: Kjell Sjöberg, Björn Arvidsson, Åke Berg
- 1985 - Svenska fågelboken - Lars Imby
- 1985 - Jordens Djur - Fåglarna 1 - Dr Christopher M. Perrins & Dr Alex L. A. Middleton
- 1985 - Jordens Djur - Fåglarna 2 - Dr Christopher M. Perrins & Dr Alex L. A. Middleton
- 1986 - Fåglar i Nord- och Mellaneuropa. En fälthandbok - text: Bertil Wahlin, bild: Björn Gidstam
- 1986 - Jordens Djur - Fåglarna 3 - Dr Christopher M. Perrins & Dr Alex L. A. Middleton
- 1986 - Svenska landskapsfåglar - Jan Danielson
- 1986 - Fågelstråk - Hallands fågelliv i ord och bild - Anders Wirdheim, Thomas Carlén
- 1987 - Nordens fåglar - text: Roland Staav & Thord Fransson, ill: Steen Langvad
- 1987 - Svenska fåglar: en fälthandbok - Lars Imby
- 1987 - TIDENs stora bok om Europas fåglar - J. Felix, Sven Mathiasson
- 1987 - Hornborgasjöns fåglar - Benny Lönn, Christian Lundgren, E.O. Anders Eriksson
- 1987 - Rovfåglar i Europa Nordafrika och mellersta östern - 2a uppl - Benny Génsbøl, Roland Staav
- 1987 - Fåglarna i Europa Nordafrika och Mellersta Östern - Hermann Heinzel, Richard Fitter, John Parslow
- 1987 - Fjället och myren : strövtåg och studier i nordsvenska fågelmarker - Erik Rosenberg
- 1988 - Fåglar i jordbrukslandskapet. Om det äldre och det moderna jordbrukets inverkan på fågellivet - Sune Andersson (red.)
- 1988 - Havsörn - Peter Gerdehag / Björn Helander
- 1988 - Lär känna dalripan - Rolf Brittas
- 1988 - Våra vanligaste fåglar - Mats Åke Bergström & Carl-Fredrik Lundevall
- 1988 - Våra Fåglar - Sveriges fåglar i färg - Carl-Fredrik Lundevall, Staffan Ullström
- 1988 - Skydda fåglarna - Rudolf L. Schreiber, Staffan Ulfstrand
- 1989 - Bröderna von Wrights Fåglar - text av Anto Leikola, Juhani Lokki, Torsten Stjernberg & Gunnar Brusewitz
- 1989 - Fåglar om våren. Våra vanligaste flyttfåglar mellan mars och midsommar - text: Stefan Casta & ill: Roland Jonsson
- 1989 - Färgfotoguiden över alla Europas fåglar - Håkan Delin & Lars Svensson
- 1989 - Tranan - vår folkäraste fågel - redaktör: Rolf Edvardsson & Göran Lundin, Per Olof Swanberg
- 1989 - Trädgårdens Vinterfåglar - Detlef Singer
- 1989 - Fåglar från Namibia - Carl-Fredrik Lundevall, Wilhelm Ängermark
- 1989 - Alla Europas fåglar i färg - 8:e uppl. - Bertel Bruun, Håkan Delin, Arthur Singer
- 1990 - Tornugglan - Wolfgang Epple, Manfred Rogl, Ulf Svedberg
- 1990 - Sällsynta fåglar i Sverige - Bertil Briefe, Erik Hirschfeld, Nils Kjellén & Magnus Ullman
- 1990 - Sveriges fåglar - Lennart Risberg
- 1991 - Måsar - en liten bestämningsguide - redaktör: Benny Lorentzon
- 1992 - En fälthandbok över sällsynta fåglar - text: Per Alström & Peter Colston, ill: Ian Lewington
- 1992 - Från alfågel till ärtsångare - Lennart Lundegårdh & Sten Wahlström
- 1992 - Nymfparakiter - Annette Wolter
- 1992 - Falsterbo ur fågelperspektiv - Lennart Karlsson
- 1992 - Fåglar - Fåglarnas spännande värld i närbild - Steve Parker, Ulla Hemberg, Per G Ericson
- 1993 - Kunskapen om fåglar: Alla häckande arter i Sverige - Tage Wahlberg
- 1993 - Dalarnas fåglar. En bok om fåglarna i landskapet, deras utbredning, numerär och förändring samt en beskrivning av Dalarnas naturtyper. - Leif Berglund, Ulf Kolmodin, Bertil Sjöblom & Lars Wallström. 2:a omarbetade upplagan
- 1993 - Sjöfågelboken - Bertil Breife
- 1993 - Skyddsvärda fågellokaler i Göteborgstrakten - Donald Blomqvist, Lars Hellman
- 1993 - Fåglar i Europa - En fälthandbok - Jim Flegg, Kerstin Backman, Olle Backman
- 1994 - Fågelboken - 200 svenska fåglar i färg - Sven Mathiasson, Göran Dalhov, Siv Zetterqvist
- 1995 - Fåglar i odlingslandskapet - Gustaf Aulén, Daniel Dagernäs, Kerstin Aronsson
- 1995 - Fågelåret - Lennart Bolund
- 1996 - Fåglar i Norden - Mats Åke Bergström & Carl-Fredrik Lundevall 2:a omarbetade och utökade upplagan
- 1996 - Folkliga fågelnamn. Artnamn för beckasinfåglar i nordiska språk. - Rut Boström Andersson
- 1996 - Upplands fåglar - fåglar, människor och landskap genom 300 år. - Rickard Fredriksson & Martin Tjernberg
- 1996 - Färgfotoguiden över alla Europas fåglar (ny upplaga) - Håkan Delin & Lars Svensson
- 1996 - Bonniers stora verk om jordens djur - 9 - Fåglarna 3 - Dr Christopher M. Perrins & Dr Alex L. A. Middleton, översättning: Stellan Hedgren
- 1997 - Nordanskogens vagabond Lappugglan - Ove Stefansson
- 1997 - Storklandskapet - Berith Cavallin
- 1997 - Möt kungsörnen - Dag Peterson
- 1997 - Året om i fågelmarkerna - Viking Olsson
- 1998 - Fåglar i Södra Halland 1997 - Håkan Andersson (red.)
- 1998 - Stadens dolda fågelvärld - Reino Andersson
- 1998 - Örnar - David Jones
- 1999 - Västerbottens fåglar - Christer Olsson & Jörgen Wiklund
- 1999 - Fågelguiden; Europas och Medelhavsområdets fåglar i fält - text: Lars Svensson & Peter J Grant, ill: Killian Mullarney, Dan Zetterström & Larry McQueen
- 1999 - Forums stora fågelbok: Fåglar från skog, snår och trädgård ; 2 : Fåglar från hav, insjö och myr ; 3 : Fåglar från fält, hed och fjäll - Henning Anthon
- 1999 - En skimrande fåra mot Tåkern - text: Göran Bergengren, illustrationer: Gunnar Brusewitz

## 2000-talet
- 2000 - Nära naturen - Rovfåglar - Robin Kerrod
- 2000 - Flugsnapparnas vita fläckar - Staffan Ulfstrand
- 2001 - Fåglar på stan - Björn Bergenholtz
- 2001 - Rovfåglar & ugglor i Norden - Dag Peterson
- 2001 - Torslandaviken - industriell bakgård eller fågelparadis - Reino Andersson, Peder Kindberg
- 2002 - Djur i Sveriges natur - Fåglar - Staffan Ulfstrand,  Juhani Lokki
- 2002 - Djur i världens natur - Fåglar - Juhani Lokki, Torbjörn Ebenhard
- 2002 - I lappugglans skog - Göran Ekström
- 2002 - Strövtåg i fågelmarkerna - Åke Ekdahl
- 2002 - Nya Fågelboken - 200 svenska fåglar i färg - Sven Mathiasson
- 2003 - Rödhaken i naturen och kulturen - Peter Larsson
- 2003 - Nya svenska fågelboken - Lars Imby
- 2003 - Nordens fåglar 3e uppl. - Roland Staav, Thord Fransson
- 2005 - Mellan vingspetsarna - text: Magnus Ullman, foto: Brutus Östling
- 2005 - Nordens fåglar - Carl-Fredrik Lundevall och Mats Åke Bergström
- 2005 - Våra vanligaste fåglar från fönstret - Ulla Hemberg
- 2005 - Fåglarnas beteende En handbk för fågelvänner - Stephen Moss
- 2006 - Mata Fåglar - Niklas Aronsson
- 2006 - Pingvinliv - text: Susanne Åkesson,  foto: Brutus Östling
- 2006 - Lilla naturserien - Fåglar - Tore Fonstad, Ulf Svedberg
- 2007 - Fågelliv - inblickar i 30 nordiska fågelarters levnadssätt - Steffan Ulfstrand
- 2007 - Pilfink - Göran Bergengren
- 2007 - Örnarnas rike - text: Staffan Söderblom, foto: Brutus Östling
- 2007 - Fantastiska fåglar - text: Susanne Åkesson,  foto: Brutus Östling
- 2008 - Allt om undulaten - Handbok om ditt husdjur - David Alderton
- 2008 - I fåglarnas värld -  Magnus Ullman
- 2008 - Svenska fåglar: ur Wikipedia - Wikimedia Sverige
- 2008 - I svenska lomvatten: myter, möten, minnen och manér. - Mats O G Eriksson, Bosse Haglund och Janos Jurka.
- 2008 - Kaxiga fåglar - personligheter och relationer i fågelvärden - Brutus Östling
- 2008 - Kråkan som var en mes - Om fågelarter och artbildning - Lennart Nilsson, Peter Elfman, Magnus Billqvist
- 2009 - Att överleva dagen - Om fåglars sinnen och anpassningsförmåga - text: Susanne Åkesson,  foto: Brutus Östling
- 2009 - Holkliv - Niklas Aronsson
- 2009 - Bevingat liv - Möten med fåglar - Kenn Kaufman
- 2009 - Fågelatlas över Göteborg medkranskommuner - Niklas Aronsson (red.)
- 2010 - Fåglar i Sverige & Nordeuropa - Peter Goodfellow, Paul Sterry
- 2010 - Fåglar i Nord- och Mellaneuropa 7e uppl - Bertil Wahlin, Björn Gidstam
- 2011 - Fågelkalender 2012 - Brutus Östling
- 2011 - Lilla fälthandboken: Fåglar
- 2011 - Trandans - Carl Christian Tofte
- 2011 - Mata fåglar vid ditt fönster - Åke Ekdahl
- 2011 - Fokus på fåglar - Från idé till bild - Gunnar Aus
- 2011 - Fåglarna - Lars Svensson
- 2011 - De blå fjädrarna gnistrar - Magnus Ullman (red.)
- 2012 - Identifiera fåglar - Peter Goodfellow
- 2012 - Norstedts fågelbok - Lars Gejl
- 2012 - Lilla fälthandboken: Trädgårdens fåglar
- 2013 - Stora mesboken - Stefan Casta
- 2013 - Fåglar - 30 arter i vår närhet - Kjell-Arne Larsson, Tero Niemi
- 2014 - Våra fåglars bon och ägg - Tage Wahlberg och Raoul Karlsson
- 2014 - Våra fåglar & deras läten - Hannu Jännes, Owen Roberts
- 2015 – Ölands fåglar – huvudredaktör Pav Johnsson, grafisk formgivare Bengt Göthberg
- 2015 - Korp - text: Göran Bergengren, illustrationer: Gebbe Björkman
- 2015 - Bevingat : magiska möten i fågelmarker - Östling, Brutus
- 2015 - Eldögon - Möten med Sveriges ugglor - Olofsson, Patrik
- 2015 - I starens tid - Tomas Bannerhed, Brutus Östling
- 2017 - Pilfink (utökad upplaga) - text: Göran Bergengren, illustrationer: Gebbe Björkman
- 2017 - Bua-Båtafjorden - Väröhalvön i Halland - Fåglar och natur samt en frekvensstudie av fågelarter 2004-2015 - Jimmy Stigh, Gunnar Pettersson
- 2018 - Nyfiken på fåglar - Anders Bjärvall
- 2019 - Erik Rosenbergs Fåglar i Sverige - Bengt Emil Johnson, Staffan Söderblom, Sten Wahlström